# Acroclisissa
Acroclisissa is een geslacht van vliesvleugeligen uit de familie Pteromalidae. De wetenschappelijke naam van dit geslacht is voor het eerst geldig gepubliceerd in 1933 door Girault.

## Soorten
Het geslacht Acroclisissa is monotypisch en omvat slechts de volgende soort:
- Acroclisissa clypeata Girault, 1933